# سيرجيو مورو
سيرجيو مورو هو محامي وقاضي وسياسي برازيلي، ولد في 1 أغسطس 1972 في مارينغا في البرازيل. انتخب وزير العدل ‏ (2019 – 24 أبريل 2020).

## وصلات خارجية
- سيرجيو مورو على موقع IMDb (الإنجليزية)
- سيرجيو مورو على موقع قاعدة بيانات الفيلم (الإنجليزية)